# Lepidium trautvetteri
Lepidium trautvetteri là một loài thực vật có hoa trong họ Cải. Loài này được (Botsch.) Al-Shehbaz mô tả khoa học đầu tiên năm 2002.